# Tragédie Superga
Tragédie Superga bylo letecké neštěstí, ke kterému došlo 4. května 1949 v Turíně. V čase 17:03 narazilo letadlo Fiat G.212 letecké společnosti Avio Linee Italiane, s celým fotbalovým týmem Turín FC na palubě, do zadní strany baziliky Superga, která stojí na turínském kopci. Všech 31 cestující zahynulo.

## Pozadí letu
Letadlo přiváželo fotbalový tým Turín FC domů z Lisabonu, kde sehráli přátelské utkání proti Benfice, organizované na pomoc kapitánovi portugalského týmu Franciscu Ferreirovi, který byl ve finančních potížích.
Celý fotbalový tým, vítězové pěti po sobě jdoucích titulů od sezóny 1942/43 do sezóny 1948/49 a který tvořil téměř celý italský národní tým, přišli v nehodě o život. Při nehodě zemřeli také týmoví manažeři a společníci, posádka a tři známí italští sportovní novináři: Renato Casalbore (zakladatel Tuttosport), Renato Tosatti (Gazzetta del Popolo) a Luigi Cavallero (La Stampa). Úkolem identifikace těl byl pověřen bývalý trenér italského národního týmu Vittorio Pozzo, který znal celé mužstvo. 
Zápasu se nezúčastnil Sauro Tomà, který si poranil meniskus, náhradní brankář Renato Gandolfi (upřednostněn byl třetí gólman Dino Ballarin, bratr obránce Alda, který se za něj přimluvil), rozhlasový komentátor Nicolò Carosio (narození syna), Luigi Giuliano (kapitán juniorky, který měl chřipku), bývalý italského národního týmu a novinář Vittorio Pozzo (klub preferoval Cavallera), Tommaso Maestrelli (i když byl hráč Říma byl pozván Mazzolou, neodletěl, protože si nebyl schopen včas obnovit svůj pas), a prezident klub Ferruccio Novo, potýkající se s bronchopneumonií.

## Let a nehoda

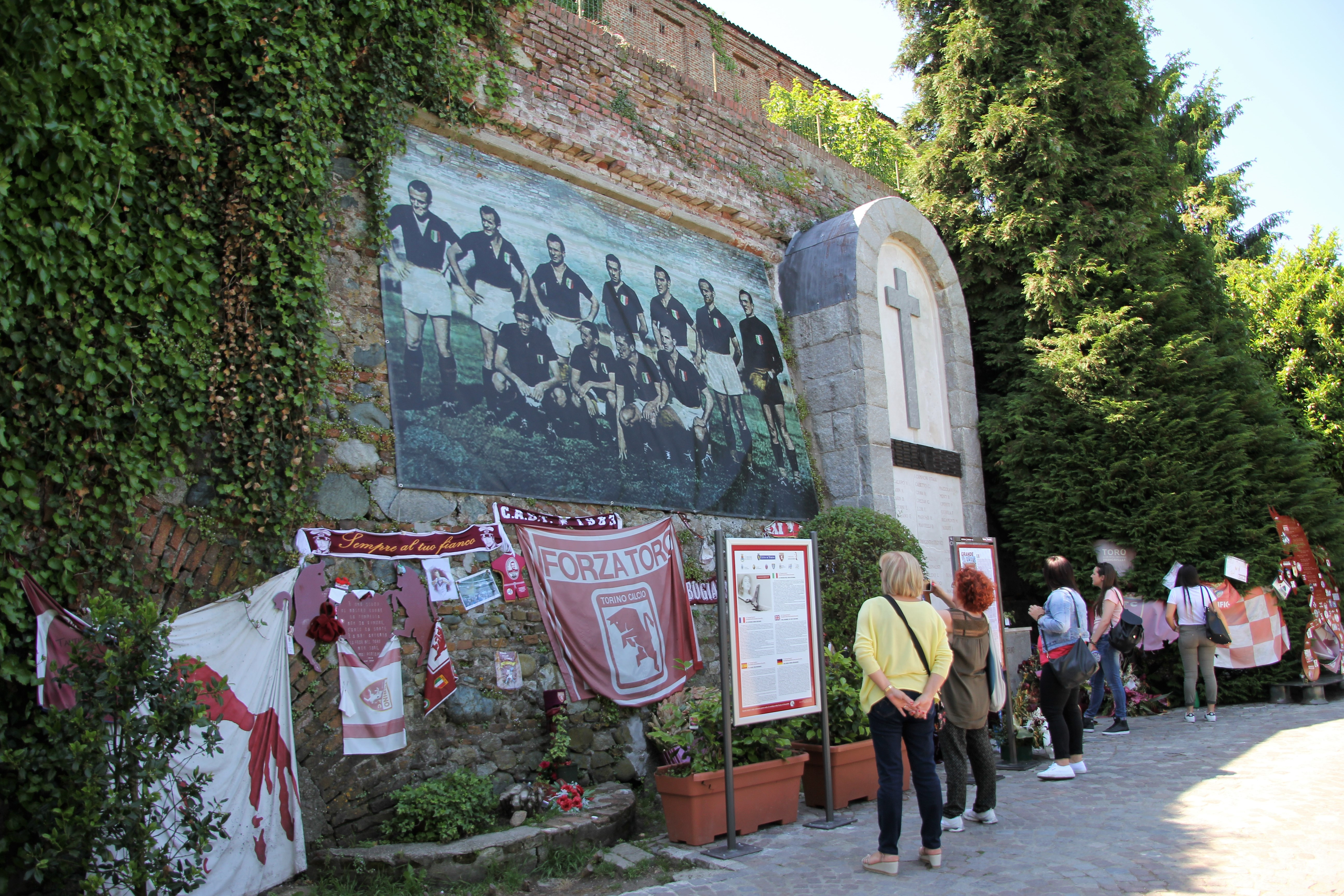
Památka na místě nárazu

Třímotorové letadlo Fiat G.212 z produkce Avio Linee Italiane odstartoval z lisabonského letiště ve středu 4. května 1949 v 9:40. Velitelem letounu byl podplukovník Pierluigi Meroni. Let měl mezipřistání na letišti v Barceloně, kde přistál ve 13 hodin.
Ve 14:50 letadlo odstartovalo a nasměřovalo směr Turín. Plánovaná trasa měla přeletět nad městy Cap de Creus, Toulon, Nice, Albenga a Savona. U Savony se letadlo stočilo na sever, směrem k Turínu, kde se očekávalo, že dorazí asi za 30 minut. Mezitím se počasí v Turíně velmi zhoršilo. V 16:55 řídící letového provozu na letišti Aeritalia informoval piloty o povětrnostní situaci: oblačnost téměř v kontaktu se zemí, dešťové přeháňky, silný jihozápadní vítr s nárazy, viditelnost 40 metrů. Věž také požádala o hlášení o poloze. Po několika minutách ticha v 16:59 přišla odpověď: Nadmořská výška 2000 metrů. QDM na Pino, pak jsme šli na Superga. Posádka ve skutečnosti postupovala směrem k rádiovému majáku v obci Pino Torinese, který se nachází mezi městy Chieri a Baldissero Torinese, jihovýchodně od Turína.
Po dosažení rádiovému majáku v obci Pino Torinese, se letadlo vyrovnalo s přistávací dráhou Aeritalia, přibližně 9 kilometrů daleko, ve výšce 305 metrů nad mořem. Severně od Pino Torinese se nachází vrch Superga se stejnojmennou bazilikou v dominantní poloze ve výšce 669 metrů nad mořem. Předpokládalo se, že v důsledku silného levého bočního větru se mohlo letadlo během zatáčky snést doprava, což jej posunulo z normální sestupové dráhy a vyrovnalo ho s kopcem Superga místo s přistávací dráhou; po nedávných vyšetřováních se objevila možnost, že se výškoměr zasekl ve výšce 2 000 metrů, a proto piloti věřili, že byli v této výšce, zatímco byli pouze 600 metrů nad zemí.
V 17:03 letadlo, které se otočilo doleva a zahájilo přibližovací manévr. Místo toho narazilo v rychlosti 180 km/h do zadní části baziliky. Rozborem vraku a dispozice vraku nebyly zjištěny žádné pokusy o objetí nebo otočení. Jediná část letadla, která zůstala částečně nedotčená, byla ocasní plocha.
V 17:05 se Letiště Aeritalia Torre pokusila kontaktovat let, ale nedostala žádnou odpověď. Z 31 lidí na palubě se nikdo nezachránil.
Bývalý trenér Vittorio Pozzo byl povolán, aby identifikoval těla hráčů a manažerů. Pohřeb obětí se konal 6. května v turínské katedrále a zaznamenal působivou účast 600 000 lidí. Mezi přítomnými byli také Giulio Andreotti, zastupující vládu, a Ottorino Barassi, prezident FIGC.

## Memoáry
Zbytky letadla, včetně vrtule, pneumatiky a roztroušených kusů trupu, ale také kufry Mazzoly, Marosa a Erbsteina, jsou uchovány v Muzeu Grande Torino a granátové legendě, sídlící ve Villa Claretta Assandri ve městě Grugliasco, slavnostně otevřena 4. května 2008 v den 59. výročí tragédie.
Sedm z osmnácti fotbalistů je pohřbeno na hřbitově v Turíně, dalších deset hráčů bylo pohřbeno ve svých vlastních měst a obcích. Tělo Eusebia Castigliana, které se původně nacházelo v Turíně, bylo v 90. letech přemístěno na hřbitov jeho rodného města Carmagnola, několik kilometrů od Turína.

## Oběti
Fotbalisté
- Valerio Bacigalupo (25 let)
- Aldo Ballarin (27 let)
- Dino Ballarin (25 let)
- Émile Bongiorni (28 let)
- Eusebio Castigliano (28 let)
- Rubens Fadini (21 let)
- Guglielmo Gabetto (33 let)
- Roggero Grava (27 let)
- Giuseppe Grezar (30 let)
- Ezio Loik (29 let)
- Virgilio Romualdo Maroso (23 let)
- Danilo Martelli (25 let)
- Valentino Mazzola (30 let)
- Romeo Menti (29 let)
- Piero Operto (22 let)
- Franco Ossola (27 let)
- Mario Rigamonti (26 let)
- Július Schubert (26 let)

Manažeři
- Egidio Agnisetta (55 let)
- Ippolito Civalleri (66 let)
- Andrea Bonaiuti (36 let)

Trenéři
- Ernő Egri Erbstein (50 let)
- Leslie Lievesley (37 let)
- Ottavio Cortina (52 let)

Novináři
- Renato Casalbore (58 let)
- Renato Tosatti (40 let)
- Luigi Cavallero (42 let)

Posádka
- Pierluigi Meroni (33 let)
- Cesare Bianciardi (34 let)
- Celeste D'Incà (44 let)
- Antonio Pangrazzi (42 let)